# 乌克
乌克（法語：Oucques，法語發音：[uk]）是法国卢瓦-谢尔省的一个旧市镇，位于该省中部，属于布卢瓦区。2017年，乌克与临近的3个市镇合并为新市镇新乌克，乌克为新市镇行政中心。

## 地理
乌克（47°49'25"N, 1°17'41"E）面积26.23 平方千米，位于法国中央-卢瓦尔河谷大区卢瓦-谢尔省，该省份为法国中北部省份，北起厄尔-卢瓦省，东北接卢瓦雷省，东南接谢尔省，南至安德尔省，西南接安德尔-卢瓦尔省，西北接萨尔特省。
与乌克接壤的市镇（或旧市镇、城区）包括：博维利耶、布瓦索、埃皮艾、马沃、圣热姆、博斯地区圣莱奥纳尔、维耶维勒赖耶、弗鲁维尔新城。

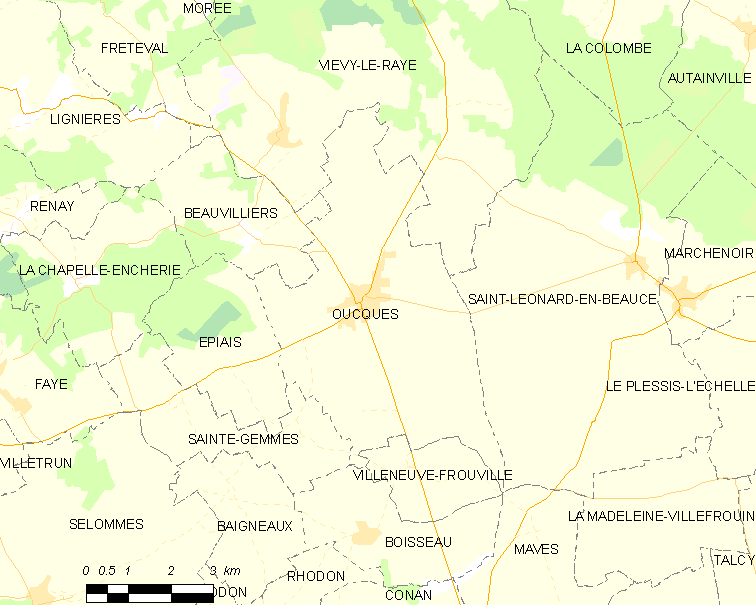
乌克的OSM定位图

乌克的时区为UTC+01:00、UTC+02:00（夏令时）。

## 行政
乌克的邮政编码为41290，INSEE市镇编码为41171。

## 政治
乌克所属的省级选区为拉博斯县。

## 人口

1962-2008年间乌克人口变化图示

乌克于2018年1月1日时的人口数量为1520人。